# Cyrano de Bergerac (mise en scène de Jacques Ardouin, 1970)
Pour les articles homonymes, voir Cyrano de Bergerac.
Cyrano de Bergerac est une pièce de théâtre, comédie héroïque en cinq actes, mise en scène par Jacques Ardouin en 1970 au Théâtre des Célestins (Lyon), d'après la pièce d'Edmond Rostand. 

## Argument
Cyrano est un mousquetaire intrépide, appartenant à la compagnie des cadets de Gascogne. Il est amoureux de sa cousine Roxane mais n’ose se déclarer à elle... Si belle... Et lui si laid avec son énorme nez. Par amour, de désespoir, il accepte de protéger Christian, son rival et l’aide même à séduire Roxane.

## Fiche technique
- Titre : Cyrano de Bergerac
- Réalisation : Comédie de Lyon
- Mise en scène : Jacques Ardouin
- Texte : Cyrano de Bergerac, pièce d'Edmond Rostand
- Création le 25 février 1970 Théâtre des Célestins (Lyon)
- Administrateur : Robert-Alain Paulet

## Distribution
- Jean Marais : Cyrano de Bergerac
- Myriam Colombi : Roxane
- Claude Brécourt : Comte de Guiche
- Maurice Risch : Raguenaud
- Danielle Ancelet : Lise Ragueneau
- Dominique Leverd : Christian de Neuvilette
- Daniel Lecourtois : Le Bret
- Paulette Frank : La Duègne / mère Marguerite
- Hervé Caradec : premier marquis
- Hubert Buthion : Carbon de Castel-Jaloux
- Natacha Eymonet : une précieuse
- Marie-Dominique Bayle : un page
- Robert Dumont :  un cadet
- Eddy Roos : deuxième poète
- Paul Martin : premier poète
- Jean Marigny : Cuigy
- Elizabeth Simonoff : une bourgeoise
- Jean Goine : Bellerose
- Robert Chazot : Tire-Laine
- Pacal Orsolani : D'Artagnan
- Pierre Bianco : De Valvert / un mousquetaire
- Jean-Pierre Castaldi

## Analyse-critique
«Il fallait bien qu'un jour Henri de Lagardère rencontrât Cyrano de Bergerac», que la bravoure du premier croisât le panache du second. 
En 1970, Jean Marais monte au Théâtre des Célestins à Lyon, ville où il compte un public fidèle, sa version de Cyrano de Bergerac, dans une mise en scène de Jean Ardouin avec dans le rôle de Roxane Myriam Colombi de la Comédie-Française. Elle sera jouée trente et une fois sur la scène lyonnaise. C'est sans aucun doute, pour Marais, l'un des plus grands rôles du répertoire classique. Nombre de comédiens s'y sont frottés. Peu sont ceux qui sont parvenus à tirer leur épingle du jeu. Si Jacques Weber a triomphé en 1983 à Lyon, Jean-Paul Belmondo s'est cassé les dents, en 1989 à Paris, sur le personnage du gascon magnifique. Jouer Cyrano constitue plus qu'un défi, une épreuve pour les grands acteurs.
Jean Marais s'en tirera de la plus belle des manières. Les critiques et le public s'accorderont pour dire que le comédien a livré là l'une de ses plus grandes interprétations, après Néron dans Britannicus ou Œdipe-Roi et avant Pedro Crespo dans L'Alcade de Zalaméa.   
Après Lyon, l'année suivante en 1971, le spectacle sera remonté à Versailles, au Théâtre Montansier, dans une mise en scène de Paul-Emile Deiber avec Anne-Marie Lefol dans le rôle de Roxane. Puis la pièce migra sur les routes de France avec les tournées Karsenty-Herbert mais, et cela semble incompréhensible, Marais ne viendra pas donner de représentation sur une scène parisienne. 